# Saut en longueur aux championnats d'Europe d'athlétisme
Pour un article plus général, voir Championnats d'Europe d'athlétisme.
Le saut en longueur masculin fait partie des épreuves inscrites au programme des premiers championnats d'Europe d'athlétisme, en 1934, à Turin. L'épreuve féminine fait son apparition lors de l'édition suivante, en 1938.
Le Russe Igor Ter-Ovanessian (3 médailles d'or) et l'Allemande Heike Drechsler (4 médailles d'or) sont les athlètes les plus titrés dans cette épreuve. Les records des championnats d'Europe appartiennent chez les hommes au Grec Miltiádis Tedóglou, auteur de 8,65 m en 2024, et à Heike Drechsler qui atteint la marque de 7,30 m lors des championnats d'Europe 1990.

## Palmarès

### Hommes
| Édition | Or                              | Argent                        | Bronze                        |
| ------- | ------------------------------- | ----------------------------- | ----------------------------- |
| 1934    | Wilhelm Leichum 7,45 m          | Otto Berg 7,31 m              | Luz Long 7,25 m               |
| 1938    | Wilhelm Leichum 7,65 m (CR)     | Arturo Maffei 7,61 m          | Luz Long 7,56 m               |
| 1946    | Olle Laessker 7,42 m            | Lucien Graff 7,40 m           | Miroslav Řihošek 7,29 m       |
| 1950    | Torfi Bryngeirsson 7,32 m       | Gerard Wessels 7,22 m         | Jaroslav Fikejz 7,20 m        |
| 1954    | Ödön Földessy 7,51 m            | Zbigniew Iwański 7,46 m       | Ernest Wanko 7,41 m           |
| 1958    | Igor Ter-Ovanessian 7,81 m (CR) | Kazimierz Kropidłowski 7,67 m | Henryk Grabowski 7,51 m       |
| 1962    | Igor Ter-Ovanessian 8,19 m (CR) | Rainer Stenius 7,85 m         | Pentti Eskola 7,85 m          |
| 1966    | Lynn Davies 7,98 m              | Igor Ter-Ovanessian 7,88 m    | Jean Cochard 7,88 m           |
| 1969    | Igor Ter-Ovanessian 8,17 m      | Lynn Davies 8,07 m            | Tõnu Lepik 8,04 m             |
| 1971    | Max Klauss 7,92 m               | Igor Ter-Ovanessian 7,91 m    | Stanislaw Szudrowicz 7,87 m   |
| 1974    | Valeriy Podluzhniy 8,12 m       | Nenad Stekić 8,05 m           | Yevgeniy Shubin 7,98 m        |
| 1978    | Jacques Rousseau 8,18 m         | Nenad Stekić 8,12 m           | Vladimir Tsepelyov 8,01 m     |
| 1982    | Lutz Dombrowski 8,41 m (CR)     | Antonio Corgos 8,19 m         | Jan Leitner 8,08 m            |
| 1986    | Robert Emmiyan 8,41 m           | Sergey Layevskiy 8,01 m       | Giovanni Evangelisti 7,92 m   |
| 1990    | Dietmar Haaf 8,25 m             | Ángel Hernández 8,15 m        | Borut Bilac 8,09 m            |
| 1994    | Ivailo Mladenov 8,09 m          | Milan Gombala 8,04 m          | Konstadínos Koukodímos 8,01 m |
| 1998    | Kirill Sosunov 8,28 m           | Bogdan Ţăruş 8,21 m           | Petar Dachev 8,06 m           |
| 2002    | Oleksiy Lukashevych 8,08 m      | Siniša Ergotić 8,00 m         | Yago Lamela 7,99 m            |
| 2006    | Andrew Howe 8,20 m              | Greg Rutherford 8,13 m        | Oleksiy Lukashevych 8,12 m    |
| 2010    | Christian Reif 8,47 m (CR)      | Kafétien Gomis 8,24 m         | Chris Tomlinson 8,23 m        |
| 2012    | Sebastian Bayer 8,34 m          | Luis Felipe Méliz 8,21 m      | Michel Tornéus 8,17 m         |
| 2014    | Greg Rutherford 8,29 m          | Loúis Tsátoumas 8,15 m        | Kafétien Gomis 8,14 m         |
| 2016    | Greg Rutherford 8,25 m          | Michel Tornéus 8,21 m         | Ignisious Gaisah 7,93 m       |
| 2018    | Miltiádis Tedóglou 8,25 m       | Fabian Heinle 8,13 m          | Serhiy Nykyforov 8,13 m       |
| 2022    | Miltiádis Tedóglou 8,52 m (CR)  | Thobias Montler 8,06 m        | Jules Pommery 8,06 m          |
| 2024    | Miltiádis Tedóglou 8,65 m (CR)  | Mattia Furlani 8,38 m         | Simon Ehammer 8,31 m          |

### Femmes
| Édition | Or                                | Argent                         | Bronze                     |
| ------- | --------------------------------- | ------------------------------ | -------------------------- |
| 1938    | Irmgard Praetz 5,88 m             | Stanisława Walasiewicz 5,81 m  | Gisela Voß 5,47 m          |
| 1946    | Gerda van der Kade-Koudijs 5,67 m | Lidiya Gaile 5,67 m            | Valentina Vasilyeva 5,63 m |
| 1950    | Valentina Bogdanova 5,82 m        | Wilhelmina Lust 5,63 m         | Maire Österdahl 5,57 m     |
| 1954    | Jean Desforges 6,04 m (CR)        | Aleksandra Chudina 5,93 m      | Elżbieta Duńska 5,83 m     |
| 1958    | Liesel Jakobi 6,14 m (CR)         | Valentina Lituyeva 6,00 m      | Nina Protchenko 5,99 m     |
| 1962    | Tatyana Shchelkanova 6,36 m (CR)  | Elżbieta Krzesińska 6,22 m     | Mary Rand 6,22 m           |
| 1966    | Irena Kirszenstein 6,55 m (CR)    | Diana Iorgova 6,45 m           | Helga Hoffmann 6,38 m      |
| 1969    | Miroslawa Sarna 6,49 m            | Viorica Viscopoleanu 6,45 m    | Berit Berthelsen 6,44 m    |
| 1971    | Ingrid Mickler 6,76 m             | Meta Antenen 6,73 m            | Heide Rosendahl 6,66 m     |
| 1974    | Ilona Bruzsenyák 6,65 m           | Eva Šuranová 6,65 m            | Pirkko Helenius 6,59 m     |
| 1978    | Vilma Bardauskiené 6,88 m         | Angela Voigt 6,79 m            | Jarmila Nygrýnová 6,69 m   |
| 1982    | Vali Ionescu 6,79 m               | Anişoara Cuşmir-Stanciu 6,73 m | Yelena Ivanova 6,73 m      |
| 1986    | Heike Daute-Drechsler 7,27 m (CR) | Galina Chistyakova 7,09 m      | Helga Radtke 6,89 m        |
| 1990    | Heike Drechsler 7,30 m (CR)       | Marieta Ilcu 7,09 m            | Helga Radtke 6,94 m        |
| 1994    | Heike Drechsler 7,14 m            | Inessa Kravets 6,98 m          | Fiona May 6,90 m           |
| 1998    | Heike Drechsler 7,16 m            | Fiona May 7,11 m               | Lyudmila Galkina 7,06 m    |
| 2002    | Tatyana Kotova 6,85 m             | Jade Johnson 6,73 m            | Tunde Vaszi 6,73 m         |
| 2006    | Lyudmila Kolchanova 6,93 m        | Naide Gomes 6,84 m             | Oksana Udmurtova 6,69 m    |
| 2010    | Ineta Radeviča 6,92 m             | Naide Gomes 6,92 m             | Olga Kucherenko 6,84 m     |
| 2012    | Éloyse Lesueur 6,81 m             | Volha Sudarava 6,74 m          | Margrethe Renstrøm 6,67 m  |
| 2014    | Éloyse Lesueur 6,85 m             | Ivana Španović 6,81 m          | Darya Klishina 6,65 m      |
| 2016    | Ivana Španović 6,94 m             | Jazmin Sawyers 6,86 m          | Malaika Mihambo 6,65 m     |
| 2018    | Malaika Mihambo 6,75 m            | Maryna Bekh 6,73 m             | Shara Proctor 6,70 m       |
| 2022    | Ivana Vuleta 7,06 m               | Malaika Mihambo 7,03 m         | Jazmin Sawyers 6,80 m      |
| 2024    | Malaika Mihambo 7,22 m            | Larissa Iapichino 6,94 m       | Agate de Sousa 6,91 m      |

## Records des championnats

### Hommes
| Performance | Athlète            | Lieu      | Date              | Record |
| ----------- | ------------------ | --------- | ----------------- | ------ |
| 7,45 m      | Wilhelm Leichum    | Turin     | 8 septembre 1934  |        |
| 7,50 m      | Wilhelm Leichum    | Paris     | 3 septembre 1938  |        |
| 7,54 m      | Luz Long           | Paris     | 3 septembre 1938  |        |
| 7,57 m      | Wilhelm Leichum    | Paris     | 3 septembre 1938  |        |
| 7,65 m      | Wilhelm Leichum    | Paris     | 3 septembre 1938  |        |
| 7,65 m      | Igor Ter-Ovanesyan | Stockholm | 19 août 1958      |        |
| 7,72 m      | Igor Ter-Ovanesyan | Stockholm | 19 août 1958      |        |
| 7,81 m      | Igor Ter-Ovanesyan | Stockholm | 19 août 1958      |        |
| 7,82 m      | Igor Ter-Ovanesyan | Belgrade  | 13 septembre 1962 |        |
| 7,86 m      | Igor Ter-Ovanesyan | Budapest  | 31 août 1966      |        |
| 7,98 m      | Lynn Davies        | Budapest  | 31 août 1966      |        |
| 8,02 m      | Klaus Beer         | Athènes   | 18 septembre 1969 |        |
| 8,04 m      | Valeriy Podluzhniy | Rome      | 4 septembre 1974  |        |
| 8,05 m      | Nenad Stekic       | Rome      | 4 septembre 1974  |        |
| 8,10 m      | Valeriy Podluzhniy | Rome      | 4 septembre 1974  |        |
| 8,15 m      | Jacques Rousseau   | Prague    | 2 septembre 1978  |        |
| 8,18 m      | Jacques Rousseau   | Prague    | 2 septembre 1978  |        |
| 8,25 m      | Lutz Dombrowski    | Athènes   | 8 septembre 1982  |        |
| 8,30 m      | Lutz Dombrowski    | Athènes   | 8 septembre 1982  |        |
| 8,41 m      | Robert Emmiyan     | Stuttgart | 29 août 1986      |        |
| 8,47 m      | Christian Reif     | Barcelone | 1er août 2010     |        |
| 8,52 m      | Miltiádis Tedóglou | Munich    | 18 août 2022      |        |
| 8,65 m      | Miltiádis Tedóglou | Rome      | 8 juin 2024       |        |

### Femmes
| Performance | Athlète               | Lieu      | Date              | Record |
| ----------- | --------------------- | --------- | ----------------- | ------ |
| 5,88 m      | Irmgard Praetz        | Vienne    | 17 septembre 1938 |        |
| 5,89 m      | Aleksandra Chudina    | Berne     | 26 août 1954      |        |
| 5,98 m      | Jean Desforges        | Berne     | 26 août 1954      |        |
| 6,04 m      | Jean Desforges        | Berne     | 26 août 1954      |        |
| 6,13 m      | Marthe Djian          | Stockholm | 21 août 1958      |        |
| 6,14 m      | Liesel Jakobi         | Stockholm | 22 août 1958      |        |
| 6,29 m      | Mary Rand             | Belgrade  | 14 septembre 1962 |        |
| 6,36 m      | Tatyana Shchelkanova  | Belgrade  | 14 septembre 1962 |        |
| 6,40 m      | Irena Kirszenstein    | Budapest  | 3 septembre 1966  |        |
| 6,45 m      | Diana Yorgova         | Budapest  | 3 septembre 1966  |        |
| 6,55 m      | Irena Kirszenstein    | Budapest  | 3 septembre 1966  |        |
| 6,73 m      | Meta Antenen          | Helsinki  | 14 août 1971      |        |
| 6,76 m      | Ingrid Mickler-Becker | Helsinki  | 14 août 1971      |        |
| 7,09 m      | Vilma Bardauskiene    | Prague    | 29 août 1978      |        |
| 7,27 m      | Heike Daute-Drechsler | Stuttgart | 27 août 1986      |        |
| 7,30 m      | Heike Drechsler       | Split     | 28 août 1990      |        |